# Nicolaes van Verendael

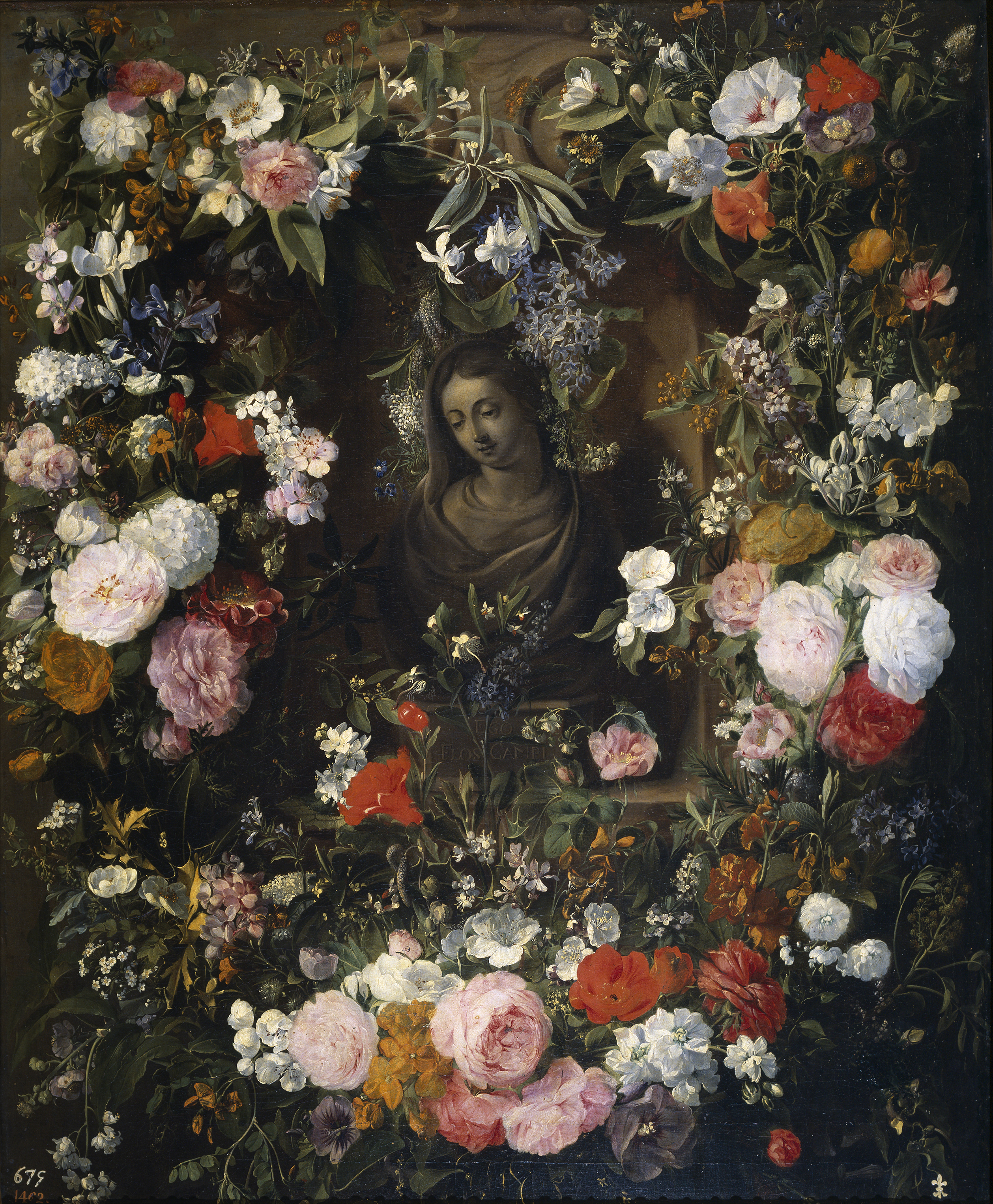
Guirnalda rodeando a la Virgen María, óleo sobre cobre, 81 x 65 cm, Madrid, Museo del Prado.

Nicolaes van Verendael o Veerendael (1640-1691), fue un pintor barroco flamenco especializado en la pintura de bodegones y guirnaldas influido por Daniel Seghers.
Bautizado el 19 de febrero de 1640, en 1657 se inscribió en el gremio de San Lucas de Amberes como hijo de un maestro. Colaboró con otros pintores como Jan Davidsz de Heem, correspondiéndole las flores de una vanitas pintada por aquel, conservada en Múnich. También un bodegón de cocina con diversos adornos florales de la Gemäldegalerie Alte Meister de Dresde aparece firmado conjuntamente por Verendael, a quien se deben las flores, Carstian Luyckx, responsable de las piezas de caza, y David Teniers II, a quien corresponderían los elementos arquitectónicos y el interior de la cocina. Fue el maestro del también pintor de flores Jean Baptiste Morel.